# Hans-Oskar Schützenmeister
Hans-Oskar Schützenmeister (* 1929 in Tastungen) ist ein deutscher Jurist und ehemaliger Hochschullehrer.

## Leben und Werk
Schützenmeister stammt aus dem Eichsfeld. Er nahm nach dem Schulabschluss ein Studium der Rechtswissenschaften auf, das er mit der Promotion 1957 zum Dr. jur. abschloss. Er wirkte zunächst in Nordhausen in Thüringen und wurde Dozent für Finanzrecht an der Friedrich-Schiller-Universität Jena. Dort wurde er nach seiner Habilitation im Jahre 1971 Professor an der Sektion Staats- und Rechtswissenschaften, deren Direktor er wurde. Außerdem war er Prorektor für Erziehung und Ausbildung und leitete als solcher Exmatrikulationsverfahren.

## Schriften (Auswahl)
- Die materielle Verantwortlichkeit der demokratischen Staatsfunktionäre gegenüber dem Staat bei Verletzung der Finanzdisziplin. o. O., o. J. [1957].
- Die Rechtsnatur der Pflichtabführungen der zentralgeleiteten volkseigenen Industriebetriebe an den Staatshaushalt und das System ihrer rechtlichen Regelung unter den Bedingungen des entwickelten gesellschaftlichen Systems des Sozialismus in der DDR. Jena 1971.
- (Mitautor): Finanzielle Fragen der örtlichen Staatsorgane. Jena 1979.
- (Mitautor): Friedensrecht und Friedenspflicht. X. Jenaer Juristentag. [Jena] 1988.
- Haushalts- und Finanzwirtschaft der Kommunen : Erläuterungen zur Kommunal-Finanzverfassung. Haufe, 1991.